# رينيه مونتغمري
رينيه مونتغمري (بالإنجليزية: Renee Montgomery) مواليد 2 ديسمبر 1986 في سانت ألبانز، هي لاعبة كرة سلة أمريكية. بدأت مسيرتها الاحترافية في سنة 2009. تم اختيارها من قبل فريق مينيسوتا لينكس خلال الدرافت. تلعب مع مينيسوتا لينكس في دوري الاتحاد الوطني لكرة السلة النسائية كلاعب هجوم خلفي. وتحمل الرقم 21. فازت بلقب دوري المحترفات.

## المسيرة الاحترافية
لعبت مع مينيسوتا لينكس في سنة 2009، ثم لعبت مع كونيتيكت صن من سنة 2010 إلى 2014، ثم لعبت مع سياتل ستورم في سنة 2015، ثم لعبت مع مينيسوتا لينكس في سنة 2015.

## روابط خارجية
- رينيه مونتغمري على موقع الاتحاد الدولي لكرة السلة (الإنجليزية)
- رينيه مونتغمري على موقع الاتحاد الوطني لكرة السلة النسائية (الإنجليزية)
- رينيه مونتغمري على موقع كرة السلة الأوروبية.كوم (الإنجليزية)
- رينيه مونتغمري على موقع كلية كرة السلة في سبورتس رفرنس.كوم (الإنجليزية)
- رينيه مونتغمري على موقع بروبوليرز (الإنجليزية)
- رينيه مونتغمري على موقع سبورتس رفرنس (الإنجليزية)